# 앤 통쁘라솜
앤 통쁘라솜(태국어: แอน ทองประสม, 1976년 11월 1일 ~ )은 타이의 배우이다. 스웨덴 혈통을 갖고 있다.

## 출연 작품
- 더 레터 (2004)